# Belmont-sur-Buttant
Belmont-sur-Buttant – miejscowość i gmina we Francji, w regionie Grand Est, w departamencie Wogezy.
Według danych na rok 1990 gminę zamieszkiwało 255 osób, a gęstość zaludnienia wynosiła 30 osób/km² (wśród 2335 gmin Lotaryngii Belmont-sur-Buttant plasuje się na 792. miejscu pod względem liczby ludności, natomiast pod względem powierzchni na miejscu 708.).